# Havešová

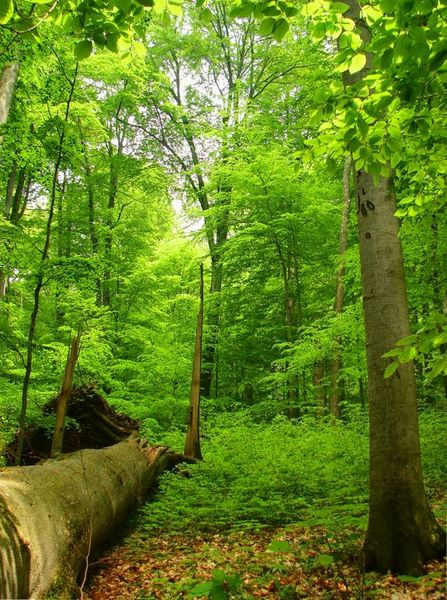
Buchenurwald Havešová

Havešová ist ein nationales Naturreservat in der Slowakei, ein karpatischer Buchenurwald im Gebirgszug Bukovské vrchy (Gebirgsstock Nastaz), im Nationalpark Poloniny. Es befindet sich im äußersten Nordosten der Slowakei, im Quellbereich der Ublianka, an den südlichen und südwestlichen Hängen des Hauptkamms unweit des 740 m n.m. hohen Bergs Kalidlo und ist zwischen den Gemeinden Kalná Roztoka und Stakčínska Roztoka geteilt.
Das nationale Naturreservat wurde 1964 eingerichtet und ist 171,32 ha groß. Grund für den Schutz unter der strengsten fünften Stufe ist die Anwesenheit ursprünglicher Buchenwälder und die Varietät innerhalb der Vegetationszonen von 440 bis 740 m n.m. Einzelne Buchen erreichen eine Höhe von bis zu 53 Meter. Vereinzelt kommen im Naturreservat Berg-Ahorne, Spitzahorne, Gemeine Eschen und Bergulmen vor.
Seit 2007 ist Havešová mit anderen drei slowakischen und sechs ukrainischen Naturschutzgebieten Teil des UNESCO-Welterbe „Buchenurwälder in den Karpaten“ (heute Alte Buchenwälder und Buchenurwälder der Karpaten und anderer Regionen Europas).